# Hôtel de préfecture de l'Indre
L'hôtel de préfecture de l'Indre est un édifice situé dans la ville de Châteauroux, dans le département de l'Indre.

## Description historique
Le bâtiment a été construit à proximité du château Raoul, château fort du Xe siècle qui a subi de nombreux remaniements et rénovations dont d'importants travaux de restauration entrepris par Alfred Dauvergne dans un style néo-gothique en 1879, et achevés en 1914 par son fils Henry.
C'est un édifice achevé en 1826 de style néo-classique en forme de rectangle. 

## Galerie

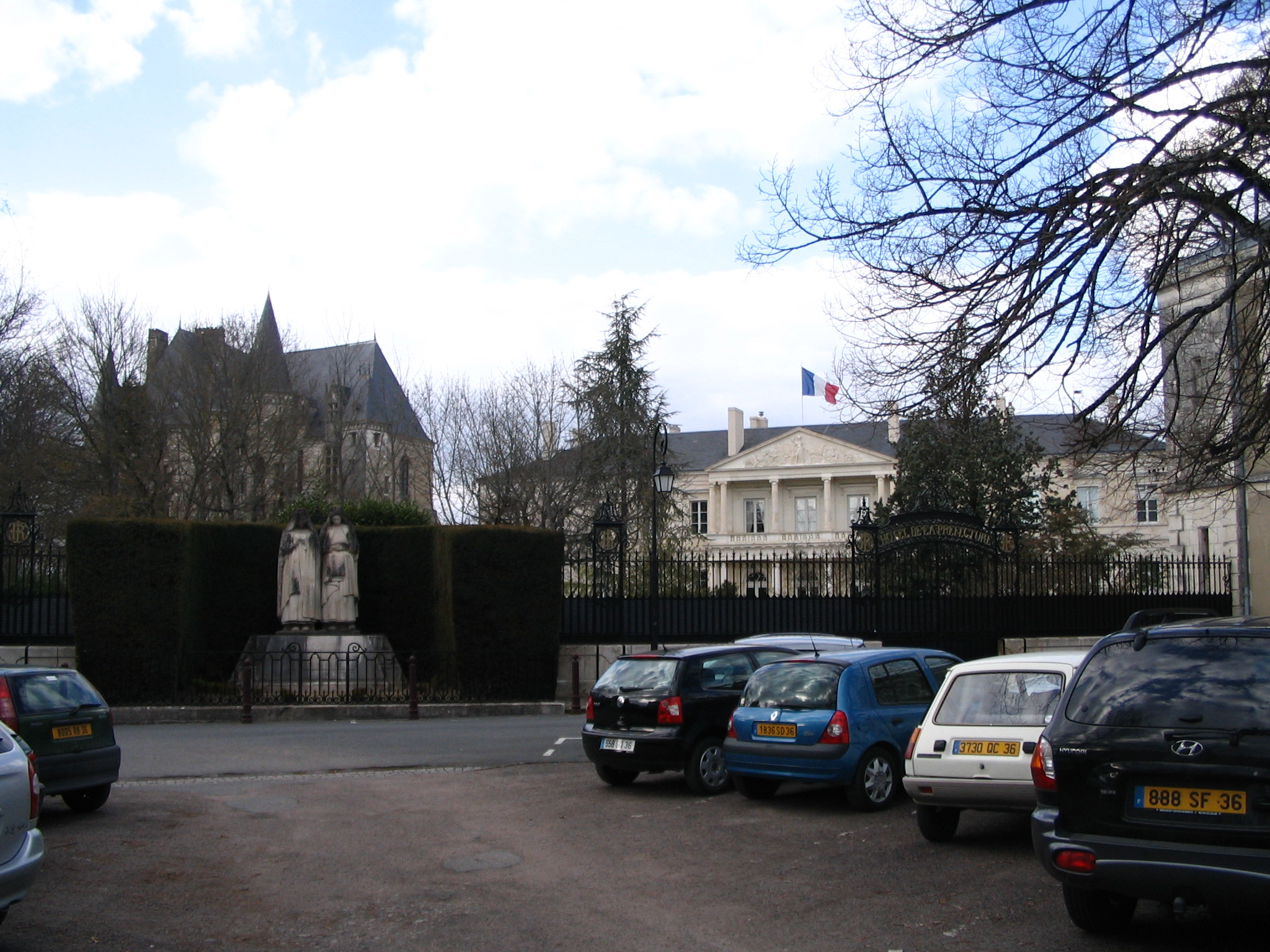
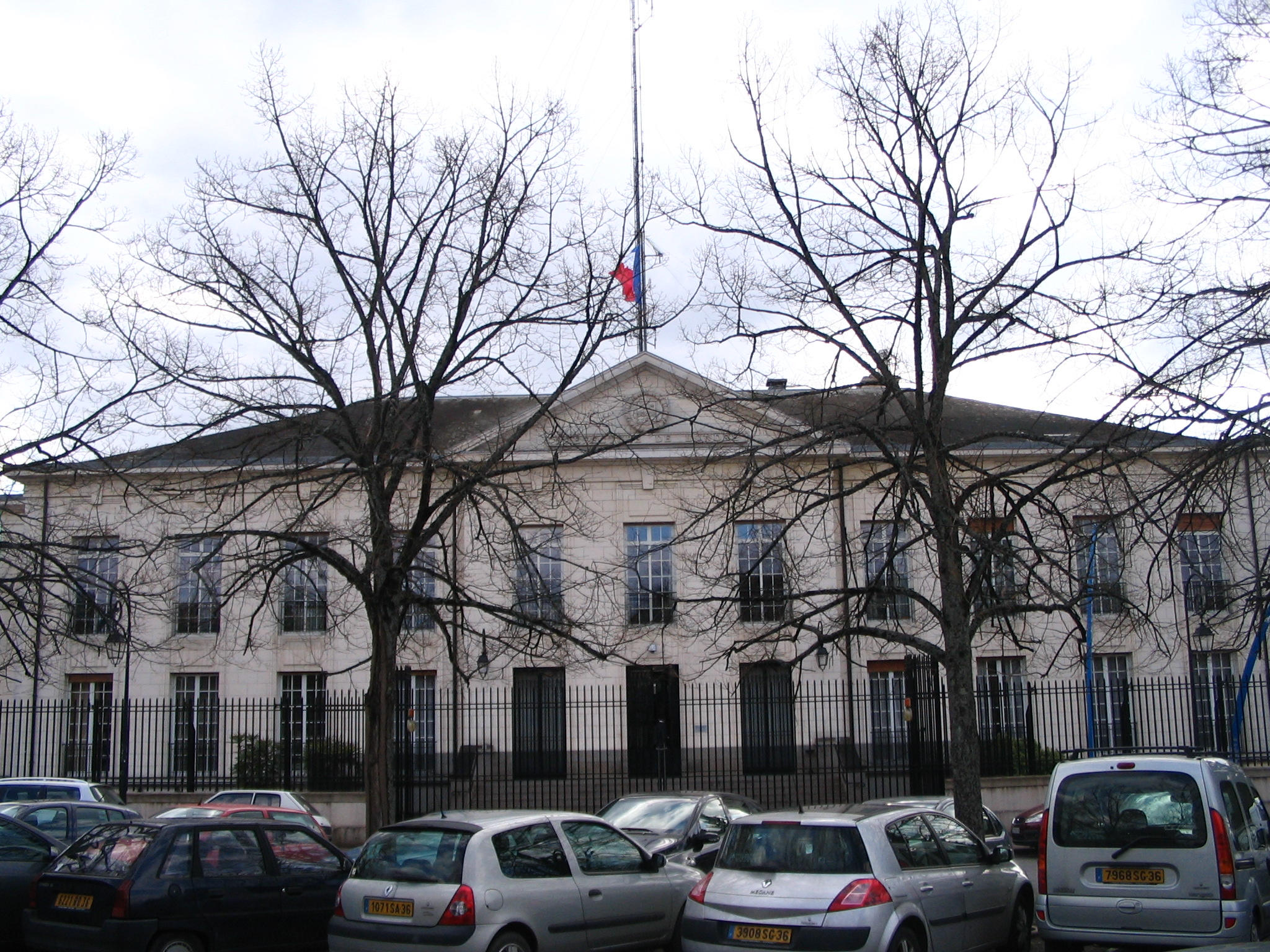
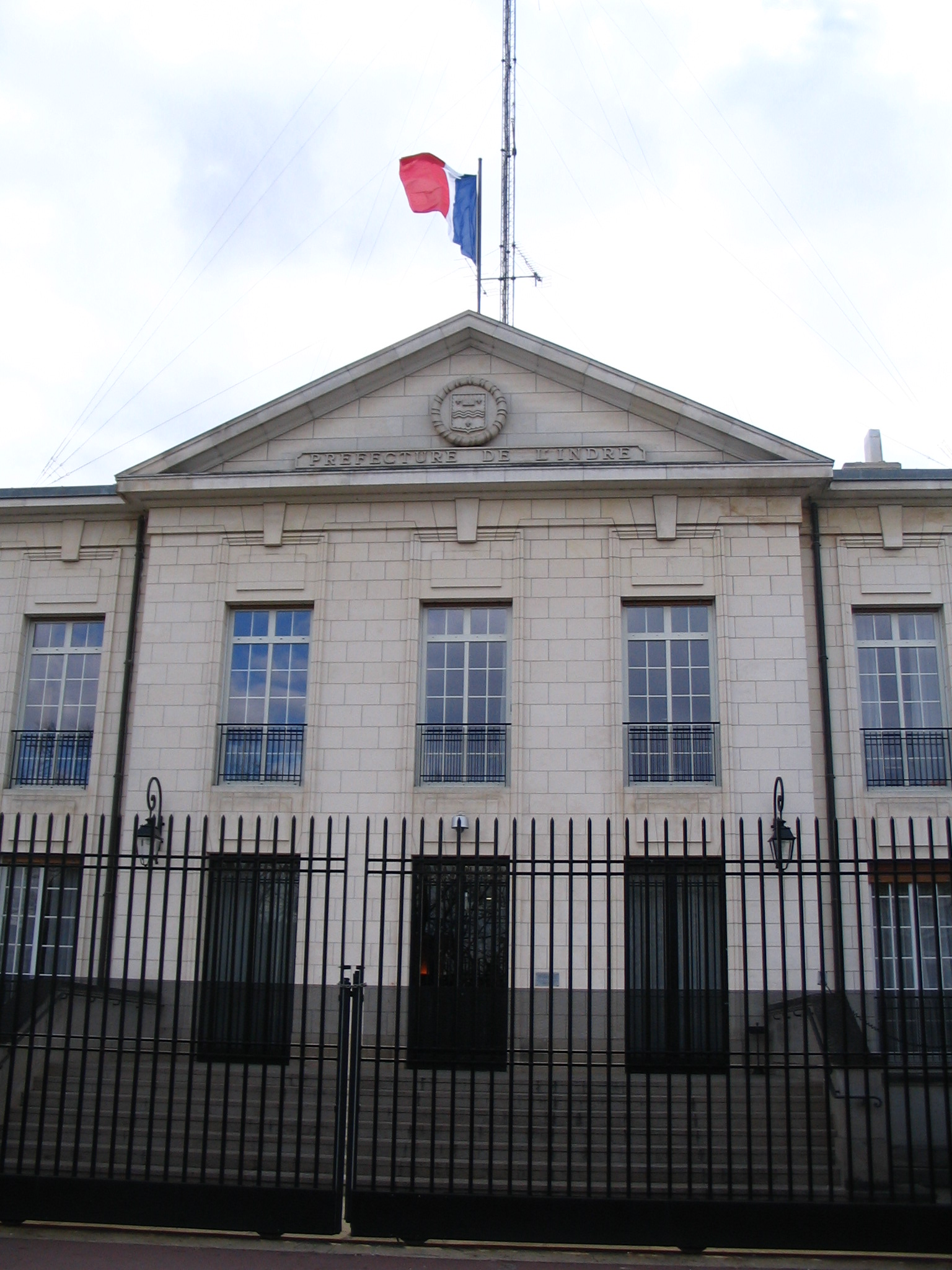